# Parthénogenèse

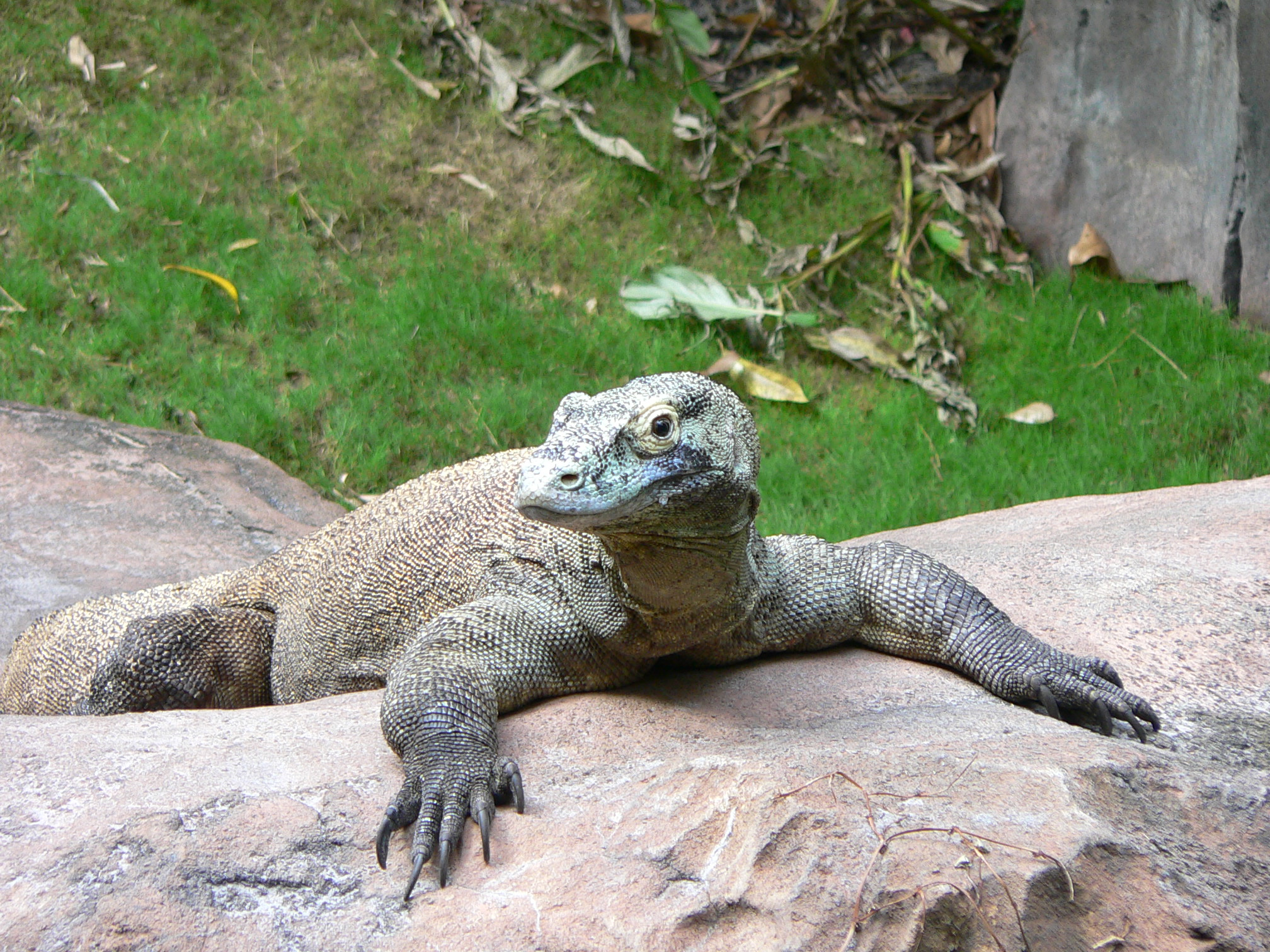
Le dragon de Komodo (Varanus komodoensis), comme certains autres reptiles, est capable de se reproduire naturellement par parthénogenèse.

La parthénogenèse (des mots grecs παρθένος, parthénos, vierge, et γένεσις, génesis, naissance) est la division à partir d'un gamète femelle non fécondé. C'est un mode de reproduction monoparental comme l'autofécondation, cette dernière nécessitant l’intervention des deux gamètes, mâle et femelle, apportés par le même individu hermaphrodite. Elle appartient aux modes de reproduction sexuée car elle nécessite l'intervention d'un gamète, mais étant donné l'absence d'apport de matériel génétique d'un autre individu, le résultat s'apparente à la reproduction asexuée. Ce phénomène s'observe naturellement chez certaines espèces végétales et animales, mais peut également être provoqué artificiellement.
Dans le règne végétal, la parthénogenèse (on parle alors d'apomixie) est assez commune, avec ou sans autre mode de reproduction, sauf parmi les plantes à fleurs (angiospermes), la fleur enveloppant l'organe de reproduction sexuée femelle (mais l'un n'empêche pas l'autre)[pas clair]. Dans le règne animal, la parthénogenèse se rencontre dans de nombreux taxons comme les nématodes, les polychètes, les oligochètes, les némertiens, les arthropodes (dont les insectes comme l'abeille et les pucerons), les gastrotriches et chez les vertébrés, certains reptiles (dragon de Komodo), oiseaux (Dinde) et poissons.

## Au niveau de la cellule
La formation de l'ovule par la méiose, ou ontogenèse, sans l'intervention de la fécondation avec un gamète mâle aboutit théoriquement à une cellule œuf haploïde.
En l’absence d'amphimixie et de fécondation, le développement d'un individu issu de la parthénogenèse ne suivra pas tout à fait le même développement qu'un individu issu d'une fécondation. Plusieurs cas de figure sont possibles selon le type d'individu produit par la parthénogenèse.

### Individu haploïde
Dans ce cas de figure, les individus produits sont haploïdes et généralement des mâles. Ces individus, afin de produire des gamètes mâles suivront une spermatogenèse un peu particulière. En effet, l'haploïdie de ces individus ne permettra pas l’appariement des paires de chromosomes homologues lors de la prophase I. De ce fait, on aura lors de la première division l’émission d'un globule polaire anucléé, suivi de la deuxième division qui produira un globule polaire haploïde (qui va dégénérer) et d'une spermatide également haploïde qui se différenciera ensuite en spermatozoïde.

### Individu diploïde
La parthénogenèse se produisant à partir d'un gamète haploïde, il y a nécessité d'un retour à l'état diploïde pour que l'individu produit soit viable. Pour cela, plusieurs mécanismes sont possibles :

#### Durant la gamétogenèse
Retour à la diploïdie lors de la gamétogenèse (modification de la méiose).
Au cours de l'ovogenèse, le second globule polaire n'est pas émis. Son noyau va fusionner avec celui de l'ovotide et former ainsi un parthénote diploïde, mais issu d'un seul gamète.
On peut aussi avoir un retour à la diploïdie par la suppression pure et simple de la méiose (simple mitose). L'ovocyte sera alors activé au moment de la ponte (par un stimulus mécanique par exemple) ou par simple développement, sans facteurs d'induction particuliers.

#### Après la gamétogenèse
La diploïdie est restaurée après la formation du parthénote (la méiose se déroule normalement).
À la fin de l'ontogenèse, après l’émission des deux globules polaires, l'ovotide haploïde va se segmenter :
- les deux premiers noyaux fils (des blastomères) vont fusionner et rétablir ainsi la diploïdie ;
- à mesure de la segmentation, les noyaux fils vont bloquer leur cycle mitotique après la duplication de leurs chromosomes, ce qui va rétablir cellule par cellule la diploïdie du parthénote.

Phénomène d'endomitose : on peut avoir une duplication des chromatides, mais qui ne sera pas suivie d'une division cellulaire. Ce phénomène conduit à la  polyploïdie.

## Sexe de la descendance

### Parthénogenèse thélytoque
La parthénogenèse thélytoque est une forme qui aboutit à une descendance uniquement composée de femelles. C'est la plus fréquemment rencontrée dans la nature, elle est obligatoire et constante.
Les femelles sont diploïdes. Il peut même y avoir absence totale de mâles dans l'espèce, comme chez les Cnemidophorus ou lézards à queue en fouet.

### Arrhénotoque
La parthénogenèse arrhénotoque est une forme qui donne des mâles si les ovocytes ne sont pas fécondés, et à des femelles si les ovocytes sont fécondés. C'est donc une parthénogenèse facultative et l'espèce possède des individus des deux sexes. Elle se retrouve par exemple chez les insectes (hyménoptères, thrips), chez les acariens mais aussi chez certains oiseaux comme le condor de Californie et chez le dragon de Komodo. Les œufs non fécondés des fourmis et des abeilles produisent des mâles (haploïdes), par contre les femelles sont issues d’œufs fécondés.

### Deutérotoque
Dans le cas de la parthénogenèse deutérotoque, il y a parfois apparition de mâles de manière cyclique à une période de l'année, elle devient alors deutérotoque. Il y a production de mâles et de femelles. Elle se retrouve par exemple chez les crustacés, les amphibiens ou encore les rotifères. Certaines espèces de pucerons utilisent ce mode de reproduction pour produire des mâles et des femelles à l'approche de l'hiver.

## Types de parthénogenèse
Il existe différents types de parthénogenèse, qu’elle soit régulière, accidentelle, rudimentaire, géographique ou que ce soit de la pédogenèse, il y a des particularités dans chacune d’elles.
La parthénogenèse se fait lorsqu’il y a développement d’un œuf vierge de façon spontanée et sans intervention de gamètes mâles.

### Régulière

#### Obligatoire
On parle de parthénogenèse régulière obligatoire lorsque l’ovule est non fécondable. Dans ce cas, elle peut être constante ou indéfinie, c’est-à-dire que toutes les générations seront parthénogénétiques, dans ce cas il est possible de n’avoir que des femelles. On parle de parthénogenèse thélytoque lorsque les mâles sont absents. Les phasmes sont des individus qui réalisent la parthénogenèse obligatoire. Dans ce cas la reproduction par parthénogenèse a lieu toute l’année.

Mais il existe aussi une parthénogenèse régulière cyclique, dans cette situation le cycle biologique est constitué d’une alternance de générations parthénogénétiques thélytoques et deutérotoques. Les générations parthénogénétiques alternent avec des générations à reproduction sexuée, comme chez certains insectes ou chez les daphnies (crustacé). Dans le cas de la parthénogenèse cyclique, les saisons peuvent déterminer l’alternance reproduction sexuée et reproduction asexuée. Elle permet, lors de la mauvaise saison, à deux individus de donner naissance à plusieurs générations d’individus parthénogénétiques.

#### Facultative
Lorsqu’on parle de parthénogenèse régulière facultative on parle de la possibilité d’un ovule d'être fécondé ou non. Dans le cas de la parthénogénèse arrhénotoque, les œufs donneront des mâles ; cependant lors de la fécondation les zygotes produits donneront des femelles. L’ovule non fécondé donnera systématiquement un zygote haploïde qui se développera en individu mâle tandis que l’ovule fécondé donnera un zygote diploïde donnant un individu femelle. On retrouve ce type de parthénogenèse notamment chez les abeilles.
Les nématodes du genre Mesorhabditis (famille des Rhabditidae) présentent un cas très particulier,, : les mâles producteurs de sperme s'accouplent avec les femelles, mais les spermatozoïdes ne fusionnent généralement pas avec l'ovule. Le contact avec le sperme est néanmoins essentiel parce que le spermatozoïde apporte un centrosome, nécessaire à la formation des microtubules impliqués dans la division cellulaire, et parce que c'est lui qui déclenche la dernière étape de la méiose, sauf que l'ovule reste diploïde au lieu de se scinder en deux et de recevoir l'ADN du spermatozoïde. Dans moins d'un cas sur dix il se produit une « vraie » fécondation, qui produit alors un mâle, porteur du chromosome Y. Les mâles constituent 9 % de la population, proportion qu'un modèle de théorie des jeux démontre comme étant une stratégie stable du point de vue du développement de la population.

#### Polyploïde
Il existe des espèces polyploïdes parthénogénétiques et des espèces présentant une forme diploïde à reproduction sexuée et une forme polyploïde parthénogénétique.
La forme polyploïde possède plus de deux versions du même chromosome. Il y a ainsi des espèces triploïdes, tétraploïdes, hexaploïdes, etc. Les espèces possédant un nombre impair de chromosomes, comme les triploïdes, sont assez souvent stériles du fait de l'impossibilité de séparer équitablement chaque lot de chromosomes homologues lors de la méiose. Ainsi, la parthénogenèse constitue un recours qui permet à ces espèces de continuer à se perpétuer.
On peut remarquer que la polyploïdie présente un certain intérêt adaptatif pour les espèces qui la possèdent. En effet, pour un même gène, l'individu a, ainsi, un plus grand nombre d'allèles et augmente ses chances d'adaptations et de colonisation du milieu.
Exemple : l'espèce Trichoniscus provisorius (elle possède des populations diploïdes — 2n=16 — et des populations triploïdes — 3n=24 —) ; le phasme  Clonopsis gallica (avec des populations triploïdes).

### Accidentelle
La parthénogenèse accidentelle concerne les espèces où le zygote est obtenu, normalement, après une fécondation par le gamète mâle. Lors d'un développement issu d'un œuf parthénogénétique on a alors, selon les espèces, uniquement des femelles (thélytoque), uniquement des mâles (arrhénotoque) ou les deux (deutérotoque). On peut noter que, chez ces espèces, on a généralement un pourcentage très limité d'ovules.

### Rudimentaire
Dans ce cas de parthénogenèse, le développement parthénogénétique commence, mais ne termine jamais comme chez les mammifères, ou très rarement comme chez certains oiseaux ou invertébrés.

### Géographique
La parthénogenèse géographique se rencontre de manière irrégulière, et dans de nombreux groupes représente la reproduction exclusive. Chez certaines espèces on observe une reproduction différente selon la localisation géographique. Le papillon Siederia alpicolella, par exemple, est diploïde et bisexué en Suisse mais tétraploïde et parthénogénétique en Europe du Nord.[réf. nécessaire]

### Pédogenèse
La pédogenèse est une parthénogenèse qui se produit chez la forme larvaire, elle est assez proche de la parthénogenèse cyclique. Ce type de parthénogenèse s’accompagne généralement de viviparité puisque la larve est dépourvue d’orifice de ponte. On rencontre le phénomène de pédogenèse en période d’abondance alimentaire puisque les larves se nourrissent activement. Les Cécidomyidés, par exemple, réalisent la pédogenèse.

### Artificielle
La parthénogenèse artificielle (provoquée par la science chez l'animal, en laboratoire) a été réalisée par exemple chez l'oursin, dans les années 1910, par Jacques Loeb ; par Eugène Bataillon, qui réussit à provoquer une réaction de développement d’œufs non fécondés de grenouille. Et par Pincus chez la lapine, avec un succès mitigé, comme indiqué plus bas.

## Intérêt écologique

### Avantages et inconvénients

#### Avantages
La parthénogenèse thélytoque, chez les espèces chez lesquelles elle a lieu, évitent de recourir au sexe, qui est couteux d'un point de vue énergétique – la production d'individus mâles par rapport à celle d'individus femelles constitue une perte énergétique importante. En effet, les femelles en règle générale fournissent la plus grande partie de l'énergie nécessaire à la reproduction sexuée. Or cette énergie fournie pour le développement d'un nouvel individu participe en partie à engendrer des mâles qui eux-mêmes ne seront pas capables de produire directement de nouveaux individus. Ainsi, un système de reproduction parthénogénétique engendrant des femelles permet une production d'individus plus grande sur un faible nombre de générations qu'un système de reproduction sexuée. Grâce à cette efficacité démographique, l'inclusion dans un cycle de reproduction d'une phase parthénogénétique, en permettant de réduire le nombre des mâles, peut avoir un intérêt écologique certain (par exemple une conquête plus efficace du milieu dans le cas des daphnies). Si la reproduction sexuée permet la formation d'une plus grande diversité au sein des générations, et est donc utile à long terme en permettant aux espèces de s'adapter aux modifications de leur environnement, à court terme elle peut représenter un coût énergétique important. Elle peut alors être défavorable au cours du processus de sélection lorsque les conditions du milieu restent plutôt constantes et favorables à la prolifération des populations. Ainsi, la parthénogenèse peut constituer un atout d'importance pour les espèces dans la course à la conquête d'un habitat.

#### Inconvénients
La parthénogenèse limite la diversité génétique des descendants, ce qui rend les espèces concernées vulnérables aux changements environnementaux. Bien que les descendants ne soient pas strictement des clones, les variations génétiques restent faibles, augmentant le risque de cul-de-sac évolutif, particulièrement pour les espèces à parthénogenèse obligatoire.
Par exemple, chez le lézard Aspidoscelis neomexicana, constitué uniquement de femelles, la reproduction repose entièrement sur des individus presque identiques aux parents. De même, chez Trichoniscus, les femelles parthénogénétiques ne peuvent pas se reproduire sexuellement avec des mâles, limitant leur capacité d'adaptation. Si l'environnement venait à changer brusquement, ces espèces risqueraient de disparaître faute de pouvoir évoluer rapidement.

### Chez différents groupes

#### Angiospermes
Chez les Angiospermes, la parthénogenèse peut prendre deux aspects différents :
- elle peut être méiotique, et induite in situ par un croisement interspécifique qui échoue : un grain d'allopollen (pollen d'une autre espèce angiospermienne proche) atteint le stigmate et provoque l'émission de signaux biochimiques qui induisent un développement méiotique de l'oosphère non fécondée. On obtient alors un embryon dont le niveau de ploïdie est divisé par deux par rapport à l'organisme de départ, et dont le génotype a subi des recombinaisons homologues (crossings-over). Malgré tout, ce mode de reproduction permet de fixer des génotypes s'ils sont homozygotes pour un très grand nombre de couples d'allèles ;
- elle peut être améiotique, on parle alors d'apomixie. Lors de certains échecs de la méiose femelle, une cellule 2n = 2x du nucelle subit des mitoses et conduit à un embryon au même niveau de ploïdie que celui de l'organisme de départ. Cette reproduction est alors clonale.

#### Reptiles
Parmi les reptiles, environ quinze espèces de lézards whiptails (lézards à queue en fouet, genre Cnemidophorus) se reproduisent exclusivement par parthénogenèse. Ces lézards vivent dans le climat sec et quelquefois rude du sud-ouest des États-Unis et du nord du Mexique. Toutes ces espèces qui se multiplient par voie asexuée semblent être nées par croisement entre deux ou trois des espèces sexuées, ce qui aurait conduit à des individus polyploïdes. Le mécanisme par lequel le mélange de chromosomes de deux ou trois espèces peut être cause de reproduction parthénogénétique est inconnu. Puisque les événements d'hybridation multiple peuvent se produire, les différentes espèces parthénogénétiques de whiptails peuvent remonter à de multiples lignées asexuées, indépendantes les unes des autres. Dans chaque lignée, la diversité génétique est très faible, mais différentes lignées peuvent avoir des génotypes tout à fait différents.
Un aspect intéressant dans la reproduction chez ces lézards est qu'on observe toujours un comportement d'accouplement, même si les populations sont entièrement femelles. Une femelle joue le rôle autrefois dévolu au lézard mâle et monte celle qui est sur le point de pondre. La raison qu'ont ces animaux d'agir ainsi est due à leurs cycles hormonaux, qui font agir certains comme des mâles lorsque leurs niveaux d'œstrogène sont bas tandis que d'autres jouent le rôle de femelle quand leurs niveaux d'œstrogène sont élevés. Les lézards qui suivent ce rite de parade ont une fécondité plus grande que ceux que l'on garde dans l'isolement en raison de l'augmentation d'hormones qui accompagne la ponte. Ainsi même si ces populations n'ont pas de mâles, elles exigent toujours des stimuli sexuels pour assurer un maximum de succès dans la reproduction.
Les Lepidodactylus lugubris (petits geckos d'une dizaine de centimètres) ainsi que les Heteronotia utilisent également la parthénogenèse comme mode de reproduction.
On sait depuis la naissance en 2006, dans les zoo de Londres et de Chester au Royaume-Uni, de plusieurs dragons de Komodo sans pères, que ce gigantesque lézard long de 2 à 3 m, présente une spécificité rare : les femelles peuvent assurer leur descendance par parthénogenèse. S’il n’y a pas de mâle reproducteur dans les environs, elles peuvent elles-mêmes en enfanter, pour ensuite s’accoupler avec eux et donner naissance à une nouvelle génération de mâles et de femelles (suivant le système ZW de détermination sexuelle). Ce processus est néanmoins préjudiciable à la diversité génétique de l'espèce.
La parthénogenèse est observée pour la première fois chez une espèce de crocodiles en 2023. Cependant, aucun des œufs de cette femelle Crocodylus acutus, vivant en captivité au Costa Rica, n'a éclos,.

#### Poissons
Plusieurs cas de parthénogenèse ont été observés chez des requins en captivité. Un premier cas chez une femelle requin-marteau, au zoo Henry Doorly au Nebraska selon le journal Biology Letters (en) publié par la Royal Society à la suite d'une étude de l'université Queen's de Belfast (Irlande du Nord), de l'Institut de recherches Guy Harvey (en) de la Nova Southeastern University en Floride et du zoo Henry Doorly sur le cas d'une grossesse d'une femelle qui n'a pas été en présence d'un requin mâle depuis trois ans. Une autre observation a été faite à l'aquarium Reef HQ de Townsville (Queensland, Australie), ou une femelle requin zèbre, a donné naissance à plusieurs petits alors qu'elle avait été séparée de son compagnon depuis des années. Les recherches ont ensuite montré que ces petits étaient parthénogénétique,. Enfin, un autre requin zèbre, a aussi donné plusieurs portées parthénogénétique, pendant quatre ans. Cette observation a été faite au Dubai Aquarium & Underwater Zoo.
Un autre cas certain semble être celui d'un petit poisson, le killi des mangroves (Kryptolebias marmoratus) en Floride.

#### Insectes
Il y a également des cas de parthénogenèse chez les insectes. Un exemple classique est celui des abeilles. En effet, les mâles des abeilles naissent d'œufs non fécondés ; ils sont par conséquent haploïdes. Les œufs fécondés donnent naissance à des abeilles femelles : les futures ouvrières, ou, très exceptionnellement, des reines lorsque les ouvrières nourrissent les larves uniquement avec de la gelée royale pendant les 9 jours qui précèdent l'operculation des cellules royales. La seule fonction des mâles est de féconder une jeune reine lors du vol nuptial qu'elle réalise environ une semaine après sa naissance et au cours duquel elle sera fécondée par sept à quinze mâles différents.
Dans la situation extrême où la reine meurt sans laisser de couvain à partir duquel les ouvrières peuvent élever une jeune reine, il est fréquent de voir des ouvrières commencer à pondre : elles en étaient jusqu'alors empêchées par des phéromones émises par la reine. Puisque ces femelles sont incapables de s'accoupler, leurs œufs non fécondés ne produisent que des mâles, et l'extinction de la ruche est inévitable. On a conjecturé qu'autrefois les ouvrières étaient moins « spécialisées » et auraient été capables, dans ces circonstances, de s'accoupler avec les mâles, permettant ainsi de rendre vie à la colonie; mais ce n'est qu'une supposition.
Les fourmis mâles sont également issus d'une reproduction par parthénogenèse ; ce n'est par contre pas le cas chez les termites. On a découvert deux cas de parthénogenèse chez les fourmis. Le premier cas, chez Wasmannia auropunctata ne concerne que les sexués, mâles et femelles fécondes. Les ouvrières sont, par contre, issues d'une reproduction sexuée. Le second, chez Mycocepurus smithii, espèce de fourmis champignonnistes, est à cent pour cent parthénogénétique. Aucun mâle n'existe chez cette espèce et tous les individus sont femelles. Il reste encore à découvrir l'intérêt pour celles-ci de ce mode de reproduction.
Lorsque les jours sont longs (printemps et été), les pucerons se reproduisent par parthénogenèse ; tous les individus produits par cette reproduction parthénogénétique sont des femelles, contrairement au cas des abeilles.
Chez d'autres insectes, enfin, comme le cynips du rosier (une guêpe à galle) et certaines espèces de phasmes, la reproduction est presque exclusivement parthénogénétique.

#### Mammifères
Chez les mammifères, la parthénogenèse est difficile, et sans doute impossible dans la nature, en raison notamment du phénomène d'empreinte, qui fait que la chromatine de l'ovule et celle du spermatozoïde sont différentes.
Dès 1939, Gregory Pincus réussit la parthénogenèse de la lapine, avec un succès pour 200 tentatives,.
Après enquête, il apparut que Hwang Woo-suk, qui avait annoncé avoir réussi le clonage humain, avait en fait observé la première parthénogenèse humaine (limitée aux premiers stades embryonnaires) - si l'on suppose l'expérience authentique car les travaux de ce scientifique à ce sujet sont aujourd'hui considérés comme truqués.

## Gynogenèse
La gynogenèse est une forme de multiplication asexuée rattachée à la parthénogenèse. Dans la gynogenèse, c'est le même mécanisme qui opère que dans la parthénogenèse, mais il faut que l'œuf soit stimulé par la présence de sperme pour qu'il se développe, sans toutefois que le spermatozoïde participe de façon active. Puisque dans les espèces gynogenétiques il n'y a pas de mâles, l'activation de l’œuf exige que la femelle s'accouple avec un mâle d'une espèce voisine. Quelques salamandres du genre Ambystoma sont gynogenétiques et semblent l'être depuis plus d'un million d'années. On croit que la réussite de ces salamandres repose sur le fait que dans des cas très rares (peut-être une fois sur un million) le mâle féconde réellement les œufs, ce qui renouvelle le matériel génétique.[réf. nécessaire]

## Hybridogenèse
L'hybridogenèse correspond à un accouplement fertile entre deux parents de lignées génétiques ou d'espèces différentes qui permet le développement des œufs femelles chez qui les cellules somatiques sont hybrides et les cellules germinales ne contiennent que le génome maternel. De cette manière, les individus obtenus sont des hybrides fertiles qui ne transmettent que le génome maternel. Ce phénomène se retrouve chez certains poissons, reptiles, grenouilles et insectes sociaux.